# Vestmannaeyjar (wyspy)

Mapa archipelagu Vestmannaeyjar

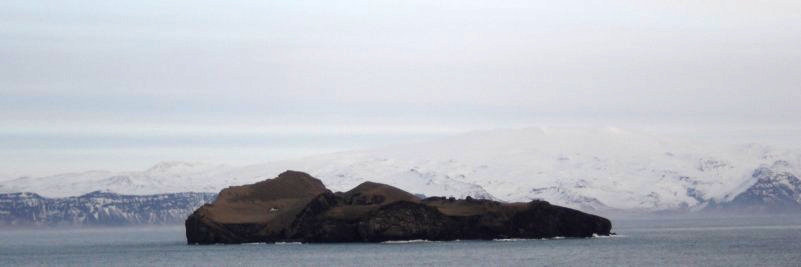
Elliðaey

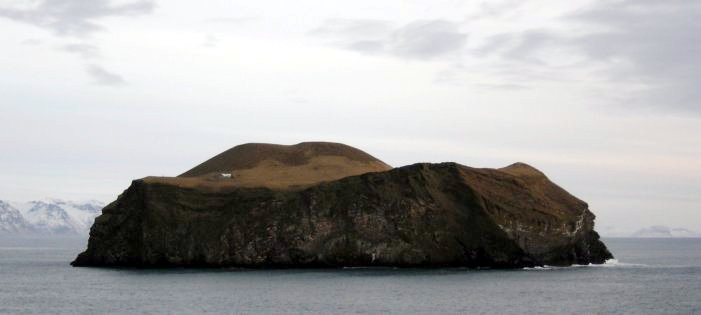
Bjarnarey

Vestmannaeyjar (ang. Westman Islands) – archipelag na północnym Atlantyku, 9 km na południe od Islandii.
Nazwa archipelagu wzięła się od staronordyjskiego słowa „Vestmenn” (ludzie zachodu), które oznaczało osiadłych tam wygnańców i uciekinierów z Irlandii.
Większość wysp jest pochodzenia wulkanicznego z wciąż czynnymi wulkanami. Ostatnie erupcje miały miejsce w 1963, w wyniku której powstała wyspa Surtsey, oraz w 1973 gdy wybuchł wulkan Eldfell na Heimaey niszcząc miasto Vestmannaeyjar.

## Wyspy
W skład archipelagu wchodzi 14 wysp.
- Heimaey (13,4 km²)
- Surtsey (1,9 km²)
- Elliðaey (0,45 km²)
- Bjarnarey (0,32 km²)
- Álsey (0,25 km²)
- Suðurey (0,20 km²)
- Brandur (0,1 km²)
- Hellisey (0,1 km²)
- Súlnasker (0,03 km²)
- Geldungur (0,02 km²)
- Geirfuglasker (0,02 km²)
- Hani, Hæna i Hrauney zostały nazwane Smáeyjar.